# Linda Maria Baros
Linda Maria Baros (født 6. august 1981 i Bukarest) er en ung digter, essayist og forfatter, der skriver på fransk og rumænsk. Hun studerede filologi på Sorbonne universitetet i Paris. Hun har modtaget flere litteraturpriser, heriblandt den prestigefulde franske Prix Guillaume Apollinaire i 2007 og hun regnes for en af de betydeligste forfattere i det 21. århundrede. Linda Maria Baros bor i Paris, Frankrig.

## Værker

### Poesi
- 2009 – L’Autoroute A4 et autres poèmes (en engelsk: The Highway A4 and other poems), Cheyne éditeur, Frankrig
- 2006 – La Maison en lames de rasoir (en engelsk: The House Made of Razor Blades), Cheyne éditeur, Frankrig – Prix Guillaume Apollinaire 2007[2]
- 2004 – Le Livre de signes et d’ombres (en engelsk: The Book of Signs and Shadows), Cheyne éditeur, Frankrig – Prix de la Vocation 2004
- 2003 – Poemul cu cap de mistreţ (en engelsk: The Poem with a Wild Boar Head), Editura Vinea, Bukarest, Rumænien
- 2001 – Amurgu-i departe, smulge-i rubanul !  (en engelsk: The Sunset is Far Away, Rip off His Ribbon! ), AMB, Bukarest, Rumænien

Poesi oversat til mange sprog – England, SUA, Finland, Holland, Tyskland, Schweiz, Italien, Spanien, Mexico, Canada, Belgien, Luxembourg, Slovenien, Serbien, Bulgarien, Makedonien, Albanien, Marokko, Bangladesh, Japan.

### Essay
- 2005 – Passer en carène (en engelsk: To Careen), Editura Muzeul Literaturii Române, Bukarest
- 2005 – Les Recrues de la damnation (en engelsk: The Recruits of Damnation), Editura Muzeul Literaturii Române, Bukarest

### Litterære priser
- 2008, Ion-Minulescu Pris, Rumænien
- 2007, Prix Guillaume Apollinaire, Frankrig – La Maison en lames de rasoir, Cheyne éditeur [3]
- 2004, Prix de la Vocation en Poésie, Frankrig – Le Livre de signes et d’ombres, Cheyne éditeur [4]
- 2002, Pris for oversættelse – Academia Internationala Mihai Eminescu, Rumænien
- 2001, Pris for oversættelse Les Plumes de l'Axe, Frankrig

## Antologier
- Runoilevien naisten kaupunki, Finland, 2010 [5]
- 30 ans, 30 voix, Cheyne éditeur, Frankrig, 2010 [6]
- Antología de poetas del mundo latino, Mexico, 2010
- Couleurs femmes, éditions Le Castor Astral / Le Nouvel Athanor, Frankrig, 2010
- Anthologie poétique amoureuse, Marc Alyn éd. Écriture, Frankrig, 2010[7]
- Poezia antiutopica. O antologie a douamiismului poetic românesc, Rumænien, 2010
- Kijk, het heeft gewaaid, Poetry International, Rotterdam, Holland, 2009 [8]
- Poésies de langue française. 144 poètes d’aujourd’hui autour du monde, Éditions Seghers, Frankrig, 2008 [9]
- Poesía francesa contemporánea. Diecisiete poetas, Éditions Lancelot, Spanien, 2008
- Poëzie van dichters uit de hele wereld. Poetry International, Rotterdam, Holland, 2008
- Voix de la Méditerranée, Éditions Clapas, Frankrig, 2008
- Literatura tânara 2007 (Young Literature 2007), The Romanian Writers' Union, Rumænien, 2007
- VERSUs/m – Zoom 2007, Editura Exigent, Rumænien, 2007 [10]
- Apokalipsa. Zlati coln 2005, Ljubljana, Slovenien, 2006
- L’année poétique 2005, Éditions Seghers, Frankrig, 2006

## Oversættelser
Tekst mangler, hjælp os med at skrive teksten

## Festivalen
- Festival MidiMinuitPoésie, Nantes (Frankrig), 2010[11]
- La Biennale Internationale de Poésie, Liège (Belgien), 2010[12]
- Voix de la Méditerranée, Lodève (Frankrig), 2010
- Le Festival International de Poésie Wallonie-Bruxelles, Namur, (Belgien), 2010
- Le Festival franco-anglais (Frankrig), 2010
- Festival Mucho Más Mayo, (Spanien), 2010
- Le Printemps des Poètes (Frankrig), 2010
- Festival À vous de lire (Frankrig), 2010
- Festival DécOUVRIR, Concèze (Frankrig), 2010
- Biennale de la poésie, Saint-Quentin-en-Yvelines, Frankrig, 2009[13]
- Paris en toutes lettres, Frankrig, 2009
- Festival Lectures sous l’Arbre, Frankrig, 2009
- Le Festival International de la Poésie, Trois-Rivières (Canada), 2008
- Poetry International, Rotterdam (Holland), 2008 [14]
- European Voices, Frankrig, 2008
- Les Voix de la Méditerranée, Lodève, Frankrig, 2008
- Primavera dei Poeti, Italien, 2008
- Le Printemps Balkanique. Insolite Roumanie, Frankrig, 2008
- Le Mar de Letras, Cartagena, Spanien, 2008
- World Poetry Day, Belgrade, Serbien, 2008
- Le Printemps de Poètes Luxembourg, 2008
- Festival Dacia – Méditerranée, Frankrig, 2007
- Lectures sous l'Arbre, Frankrig, 2007, 2009
- Le Printemps de Poètes, Frankrig, 2007, 2008, 2009, 2010[15]
- Festival International de Poésie Teranova, Frankrig, 2006
- Odyssey International Festival, Amman, Jordan, 2005
- La Biennale Internationale de Poésie, Liège, Belgien, 2005
- Le Festival International de Poésie, Rabat, Marokko, 2004
- Festivalul International de Literatura, Neptun, Rumænien, 2001